# Robbie Wijting
Alexander Johannes Wilhelm (Robbie) Wijting (Magelang (Nederlands-Indië), 29 juni 1925 — Leeuwarden, 27 augustus 1986) was een Nederlandse luchtmachtofficier en Engelandvaarder. Van 1973 tot 1980 was hij de hoogste militaire adviseur van Nederland, eerst als de laatste voorzitter van het Comité van de Verenigde Chefs van Staven, vervolgens als de eerste Chef-Defensiestaf.

## Jeugd en Tweede Wereldoorlog
Robbie Wijting was de zoon van Diedericus Wilhelmus Wijting en Johanna Frederika Clasina Musler. Zijn vader was legerofficier in Nederlands-Indië. Wijting groeide op in Soest, Utrecht en Den Haag, waar hij op de HBS aan de Beeklaan zat toen de Tweede Wereldoorlog  uitbrak. Hij ging in het verzet maar wilde zich actiever inzetten tegen de Duitsers. In het voorjaar van 1942 besloot hij naar Engeland te gaan. Hij brak zijn schoolopleiding af en ging op pad. Enkele maanden later vloog hij met de KLM van Lissabon naar Bristol. In Engeland meldde zich aan voor een opleiding als vlieger bij de Royal Air Force (RAF), maar om toegelaten te worden moest hij zijn geboortedatum aanpassen. Via een 'tikfoutje' werd het 1924. Op 25 februari 1944 haalde hij zijn vliegbrevet in Canada. Hij werd ingedeeld bij het 64 Squadron RAF Fighter Command, dat uitgerust was met Spitfires en de nieuwe P-51 Mustangs. Met dat squadron viel hij o.a. doelen in Duitsland en bezet Nederland aan. In februari 1945 werd hij bevorderd tot reserve-tweede luitenant. Na de oorlog besloot Wijting beroepsmilitair te worden.

## Militaire loopbaan
In 1946 en 1947 volgde Wijting in Engeland diverse vlieger-, schiet- en instructeurscursussen, waarna hij tot 1950 instructeur was op vliegbasis Gilze-Rijen. Daarna werd hij vluchtcommandant op Jachtvliegschool Twenthe, om in 1953 squadroncommandant op vliegbasis Leeuwarden te worden. Later dat jaar werd hij squadroncommandant op vliegbasis Soesterberg. In 1956 doorliep hij als majoor de Hogere Staf Vorming aan de Luchtmacht Stafschool in Ypenburg, waarna hij diverse staf- en operationele plaatsingen doorliep. Van 1962 tot 1965 werkte hij bij het hoofdkwartier van de Tweede Geallieerde Tactische Luchtmacht (2ATAF) te Mönchengladbach. In 1967 werd hij als kolonel commandant van vliegbasis Leeuwarden, waarna hij in 1969 adjunct-opperofficier personeel van de luchtmacht werd. Zijn bevordering tot commodore volgde in 1971, in voorbereiding op zijn nieuwe functie als sous-chef van de luchtmachtstaf. Begin 1973 werd hij bevorderd tot generaal-majoor en werd commandant van de Tactische Luchtstrijdkrachten.

## Chef-Defensiestaf

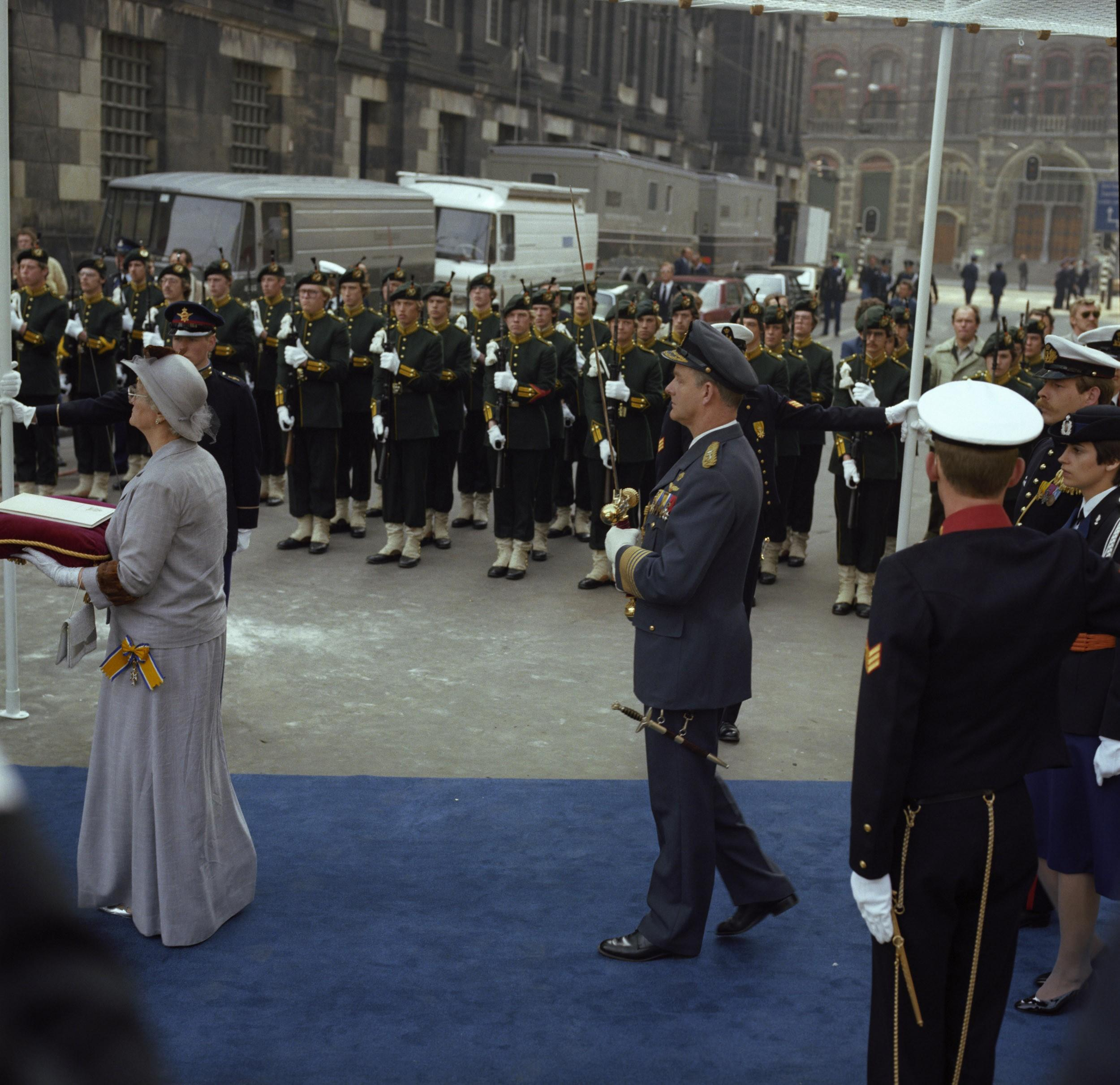
Generaal Wijting met het Rijkszwaard tijdens de inhuldiging van Koningin Beatrix.

Op 5 november 1973 werd Wijting op 48-jarige leeftijd bevorderd tot luitenant-generaal en kreeg de functie van voorzitter van het Comité van de Verenigde Chefs van Staven. Hij volgde de in juni afgetreden luitenant-generaal Willem van Rijn (Koninklijke Landmacht) op, die opstapte vanwege een reeks aan verschillen en het te voeren defensiebeleid van de regering (Generaalsruzie). Volgens velen dankte hij deze benoeming aan het feit dat hij in verschillende commissies heeft gediend over de toekomst en de problemen die er heersten binnen Defensie.
Wijting moest een groot aantal veranderingen doorvoeren binnen de krijgsmachtdelen. In december 1976 werd hij (vanwege de nieuwe topstructuur) bevorderd tot generaal en werd de functie van voorzitter van het Comité van de Verenigde Chefs van Staven omgedoopt tot die van chef-Defensiestaf (CDS). Als CDS accepteerde hij de nieuwe bezuinigingen van de opeenvolgende kabinetten en gaf in overleg met militairen en politici aan dat het nieuw te voeren beleid de efficiëntie zou verbeteren en de gevechtskracht niet zou aantasten. Er werd een begin gemaakt met een groot aantal vernieuwingen om in het materieel van de drie krijgsmachtdelen te investeren.
Wijting droeg tijdens de inhuldiging van koningin Beatrix in april 1980 het Rijkszwaard en was daarvoor benoemd tot adjudant in Buitengewone Dienst van H.M. de Koningin. Later dat jaar (december 1980) ging Wijting op 55-jarige leeftijd met functioneel leeftijdsontslag en werd opgevolgd door luitenant-generaal der Artillerie Cor de Jager. Wijting is in totaal zeven jaar de hoogste Nederlandse militaire adviseur van de minister van Defensie geweest.

## Latere leven en overlijden
Na zijn militaire loopbaan heeft Wijting vele bestuursfuncties vervuld op het gebied van de luchtvaart. Zo vervulde hij van 1981 tot 1985 de functie van voorzitter van de Raad van Advies inzake Luchtvaartongevallen bij de Koninklijke Luchtmacht en was hij van 1982 tot 1985 voorzitter van de Koninklijke Nederlandse Vereniging voor Luchtvaart. 
Robbie Wijting overleed op 61-jarige leeftijd in Leeuwarden aan de gevolgen van een hartaanval. In zijn overlijdensadvertentie werd slechts één onderscheiding genoemd, het Kruis van Verdienste. Dit was hem in 1943 uitgereikt nadat hij veilig in Engeland was aangekomen. Aan dat kruis hechtte hij de meeste waarde. 
Hij was getrouwd en was vader van een zoon en een dochter.

## Wetenswaardigheden
- Er was een Fokker 50 (de U-06) van het 334 squadron van de KLu naar Wijting vernoemd.[1]
- Hij werd in de televisieserie Den Uyl en de affaire Lockheed vertolkt door acteur Reinier Bulder.

## Onderscheidingen en medailles
- Ridder in de Orde van de Nederlandse Leeuw
- Grootofficier in de Orde van Oranje-Nassau met de Zwaarden (bij bevordering)
- Kruis van Verdienste
- Oorlogsherinneringskruis met gesp
- Onderscheidingsteken voor Langdurige Dienst als Officier, cijfer XXV
- Inhuldigingsmedaille 1980
- Commandeur in het Legion of Merit (Verenigde Staten)
- Grootofficier in het Ordre national de la Légion d'honneur (Frankrijk)
- 1939-1945 Star (Verenigd Koninkrijk)
- France and Germany Star (Verenigd Koninkrijk)
- Defence Medal (Verenigd Koninkrijk)
- War Medal 1939 - 1945 (Verenigd Koninkrijk)
- Grootkruis in de Kungliga Nordstjärneorden (Zweden)